# 迈克尔·麦迪逊
迈克尔·麦迪逊（英語：Michael Madison，1977年10月15日—）是来自俄亥俄州东克利夫兰的已被定罪的連環殺手，据悉他至少犯下了三起谋杀案，受害者均为女性。2013年，麦迪逊被捕并受到指控，2016年被判处死刑。目前麦迪逊被关押在死囚牢房。